# 野下
野下（のした）は、鹿児島県いちき串木野市の町。郵便番号は896-0073。人口は14人、世帯数は4世帯（2020年10月1日現在）。

## 地理
いちき串木野市の中部、金山川中流域に位置する。町域の北方には荒川、東方には金山下、南方には薩摩山・金山下、西方には深田上にそれぞれ接している。
町域には薩摩金山蔵（旧ゴールドパーク串木野）が所在している。

## 歴史
2011年（平成23年）10月11日にいちき串木野市が実施した「町名等整理事業」により大字下名の字ホサ平、英吉迫、ヲヤシ漬、下永ケ迫、永迫、グミノ木段、西大迫、北大迫、大迫、上岩井手、元屋敷、板山迫、芝ノ元、穴ノ谷、穴ノ谷口、桑ケ迫、南穴谷、弥兵衛迫、向深田の区域よりいちき串木野市の町「野下」として設置された。

### 町域の変遷
| 変更後       | 変更年             | 変更前           |
| ------------ | ------------------ | ---------------- |
| 野下（新設） | 2011年（平成23年） | 大字下名（一部） |

## 施設

### その他
- 薩摩金山蔵

## 人口
以下の表は国勢調査による小地域集計の人口推移である。
| 年                 | 人口 |
| ------------------ | ---- |
| 2015年（平成27年） | 14   |
| 2020年（令和2年）  | 14   |

## 教育

### 小・中学校の学区
市立小・中学校に通う場合、学区（校区）は以下の通りとなる。
| 町丁 | 地区 | 小学校                   | 中学校                         |
| ---- | ---- | ------------------------ | ------------------------------ |
| 野下 | 全域 | いちき串木野市立旭小学校 | いちき串木野市立串木野西中学校 |